# 郭居静
郭居静（義大利語：Lazzaro Cattaneo，1560年—1640年），字仰凤，原名拉扎羅·卡塔尼奧，天主教耶稣会意大利籍传教士。明朝時來華傳教士之一。郭居静于1594年(萬曆二十二年)来华，协助利玛窦传教。

## 郭居靜事件
1606年 (萬曆三十四年) 初，與利瑪竇到過北京和南京的郭居靜回到澳門。當地有流言指「耶穌會士勾結葡萄牙人、荷蘭人和日本人，要殺在澳的中國人，然後用武力征服中國，並擁戴郭居靜為皇帝。」這一謠言迅速傳遍全澳，驚恐的中國居民紛紛返回內地，澳門僅剩下葡人及黑奴。
兩廣總督戴耀聞知，亦很緊張，急令軍隊準備防禦，並斷絕與澳門葡人的貿易與糧食供應。澳門得不到糧食，很快就出現嚴重的糧荒。
澳葡當局急忙派出一個“最謙恭”的代表團，向戴耀表明並無入侵之事。經過各方調查，並派人召見郭居靜和參觀全澳的敎堂、旅店、醫院等，證實無戰事跡象。於是局面得到緩和，中葡貿易也恢復了正常狀態。

## 傳教生涯
1608年(萬曆三十六年) 郭居靜赴上海开教，1611年 (萬曆三十九年) 赴杭州开教。1622年 (天啟二年) 以后，郭居静常居杭州。1640年 (崇禎十三年)，卒于杭州，葬杭州大方井修士公墓。
郭居静生前著有《悔罪要旨》和《灵性诣主》各一卷。